# نبرد چین-هلند ۱۶۶۱
نبرد چین-هلند ۱۶۶۱ (انگلیسی: The Sino-Dutch War 1661) یک فیلم است که در سال ۲۰۰۰ منتشر شد.